# Dourbie (Hérault)
Die Dourbie ist ein kleiner Fluss im Süden von Frankreich, der im Département Hérault der Region Okzitanien westlich der Stadt Montpellier verläuft.

## Geografie

### Verlauf
Die Dourbie entspringt in der Gemeinde Mourèze im Talkessel Cirque de Mourèze, wo aus der Bergkette Montagne de Liausson eine Vielzahl von Gebirgsbächen ins Tal stürzen und sich zur Dourbie vereinigen. Der eigentliche Quellbach der Dourbie heißt Ruisseau des Rats. Nach der Vereinigung verläuft die Dourbie generell in südöstlicher Richtung und mündet nach insgesamt rund 15 Kilometern im Gemeindegebiet von Aspiran als rechter Nebenfluss in den Hérault. Im Mündungsabschnitt quert die Dourbie die Autobahn A75.

### Orte am Fluss
(Reihenfolge in Fließrichtung)
- Mourèze
- Villeneuvette
- Le Mas de Roujou, Gemeinde Lieuran-Cabrières
- Belle Fontaine, Gemeinde Lieuran-Cabrières
- Domaine de la Tour, Gemeinde Nébian
- Mas Blanc, Gemeinde Aspiran
- La Blanchissage, Gemeinde Canet

## Sehenswürdigkeiten
- Parc des Courtinals – Im Talkessel Cirque de Mourèze befindet sich ein bizarres Felsenmeer. Beim Gestein handelt es sich um Dolomit, Sedimente, die sich im Mesozoikum  ablagerten und über lange Zeiträume von Erosion modelliert wurden. Durch den Park führen mehrere markierte Wege.

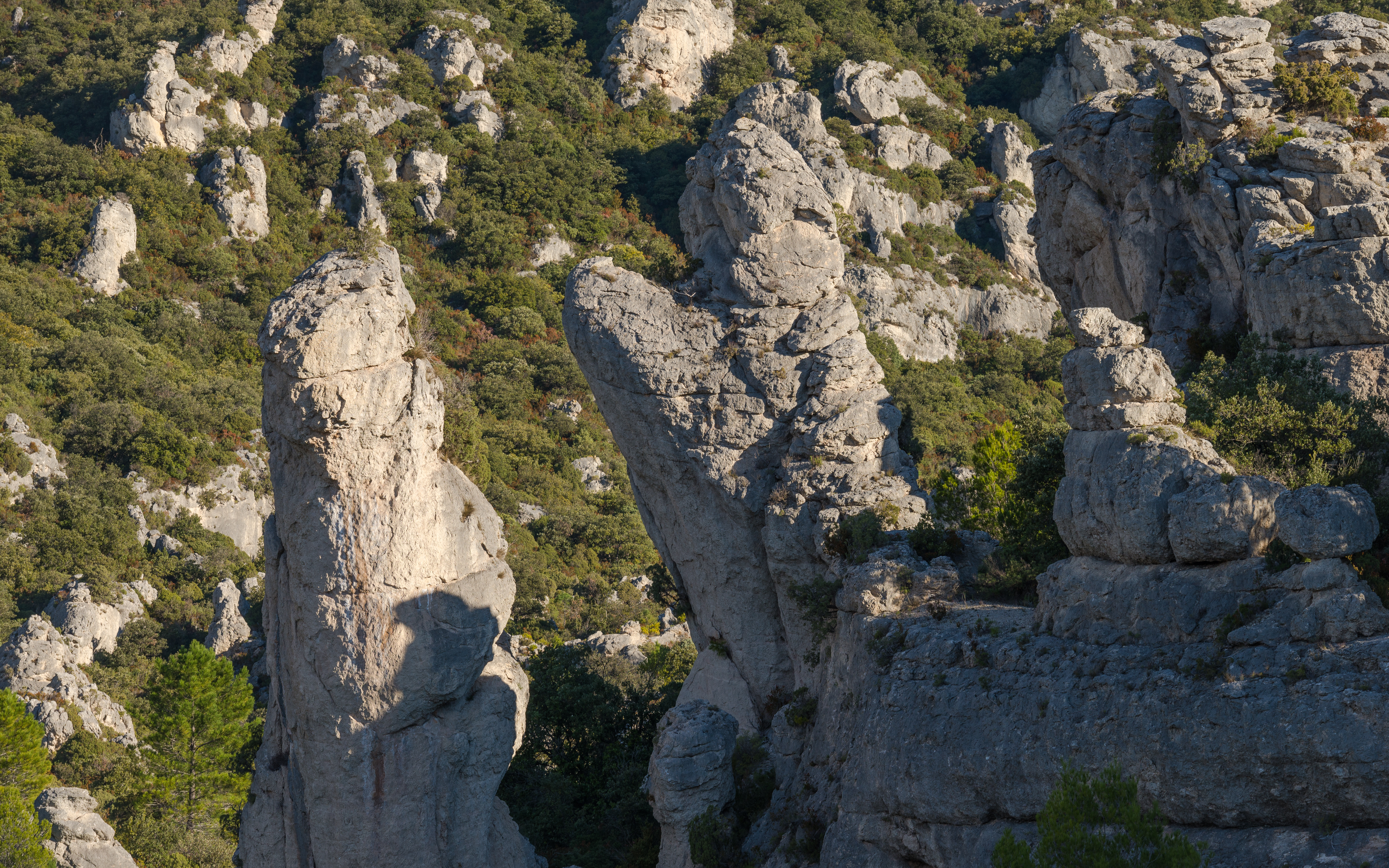
Cirque de Mourèze 1
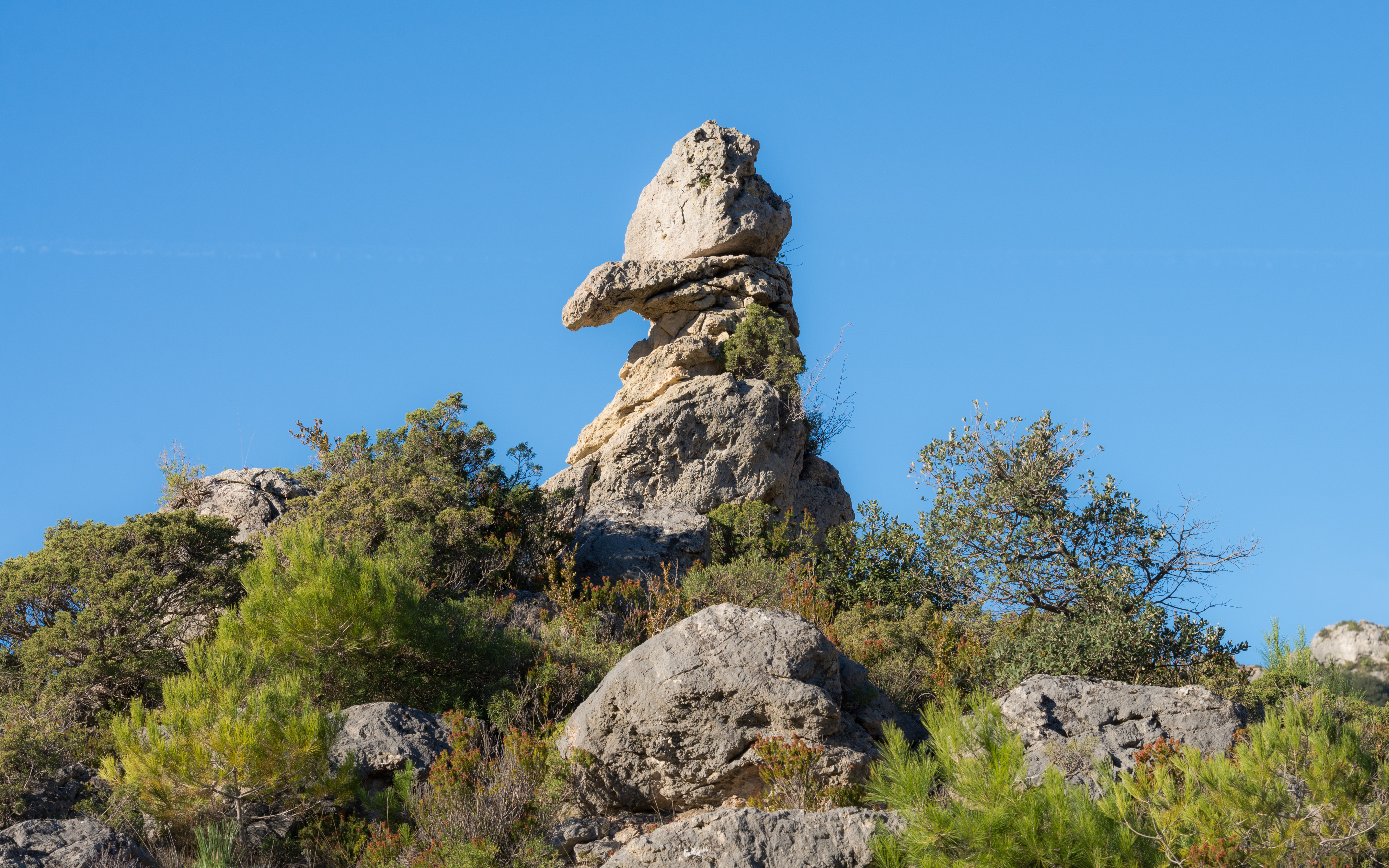
Cirque de Mourèze 2
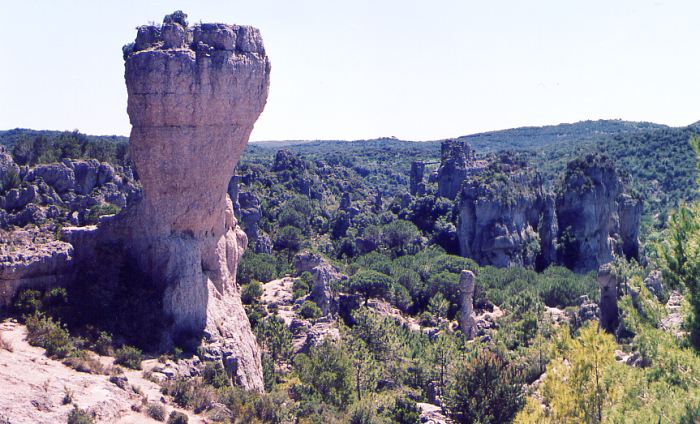
Cirque de Mourèze 3